# ロンドソナタ形式
ロンドソナタ形式（ロンドソナタけいしき）は、西洋音楽の楽曲の形式の一つ。大ロンド形式を発展させて、大ロンド形式の主部のBの調性を、ソナタ形式の第二主題と同じように第一主部では属調、平行調等に、再現主部では主調または同主調にしたものをいう。
大ロンド形式
| A | B | A | C | A | B | A |
| - | - | - | - | - | - | - |

ソナタ形式
| 提示部   | 提示部         | 展開部 | 再現部   | 再現部       |
| 第一主題 | 第二主題       | 展開部 | 第一主題 | 第二主題     |
| -------- | -------------- | ------ | -------- | ------------ |
| 主調     | 属調、平行調等 |        | 主調     | 主調、同主調 |

ロンドソナタ形式
| 第一主部 | 第一主部       | 第一主部 | 展開部 | 再現主部 | 再現主部     | 再現主部 |
| A        | B              | A        | C      | A        | B            | A        |
| -------- | -------------- | -------- | ------ | -------- | ------------ | -------- |
| 主調     | 属調、平行調等 | 主調     |        | 主調     | 主調、同主調 | 主調     |

ロンド形式とソナタ形式の両方の性格を持ち合わせているため、古典派ソナタや、古典派ソナタに類似している交響曲、独奏協奏曲、弦楽四重奏曲などの終楽章に多く見られる。

## ロンドソナタ形式の主な楽曲

### モーツァルト
- フルート四重奏曲第1番ニ長調 K. 285 第3楽章
- ディヴェルティメント第15番変ロ長調 K. 287 第6楽章
- ピアノソナタ第13番変ロ長調 K. 333 第3楽章
- ディヴェルティメント第17番ニ長調 K. 334 第6楽章
- 弦楽五重奏曲第4番ト短調 K. 516 第4楽章
- ディヴェルティメント 変ホ長調 K. 563 第6楽章
- 弦楽五重奏曲第6番変ホ長調 K. 614 第4楽章

### ベートーヴェン
- ヴァイオリンソナタ第3番変ホ長調 Op. 12 － 3 第3楽章
- ピアノソナタ第8番ハ短調 Op. 13 「悲愴」  第3楽章
- ピアノ協奏曲第1番ハ長調 Op. 15 第3楽章
- 交響曲第2番ニ長調 Op. 36 第4楽章
- ピアノ協奏曲第3番ハ短調 Op. 37 第3楽章

### シューベルト
- ピアノソナタ第16番イ短調 D. 845 第4楽章
- ピアノソナタ第19番ハ短調 D. 958 第4楽章

### ブラームス
- セレナード第1番ニ長調 Op. 11 第6楽章
- セレナード第2番イ長調 Op. 16 第5楽章
- ピアノ四重奏曲第2番イ長調 Op. 26 第4楽章
- ヴァイオリン協奏曲ニ長調 Op. 77 第3楽章
- ヴァイオリンソナタ第3番ニ短調 Op. 108 第4楽章